# ديفيد بينيت الأب
ديفيد بينيت الأب (1964 - 8 مارس 2022) هو رجلٌ أمريكي أصبح أول مريضٍ يخضع لعملية زرع أنسجةٍ غريبةٍ لقلبٍ معدلٍ وراثيًا. زُرع له قلبُ خنزيرٍ معدلٌ وراثيًا في 7 يناير/كانون الثاني 2022 م، وكان يبلغ من العمر آنذاك 57 عامًا، وعاش لمدة شهرين تقريبًا بعد العملية.

## حياته
كان ديفيد قد سُجنَّ بتهمة طعن إدوارد شوميكر البالغ من العمر 22 عامًا في ظهره 7 مراتٍ في عام 1988 م. أُصيب إدوارد شوميكر بالشلل من الطعنات وقضى 19 عامًا على كرسيٍ متحرك. حُكم ديفيد بالسجن لمدة 10 سنواتٍ قضى منها 6. توفي إدوارد شوميكر في عام 2007 بعد إصابته بجلطة دماغية قبل ذلك بعامين.

## العملية
أجرى فريقٌ بقيادة جراح القلب بارتلي جريفيث [الإنجليزية] في 7 يناير/كانون الثاني 2022 م في المركز الطبي بجامعة ميريلاند [الإنجليزية] في بالتيمور بولاية ماريلاند، استبدالًا لقلب بينيت بقلب خنزيرٍ معدلٍ وراثيًا، حيث كان قد خضع لتعديلٍ جيني محددٍ لإزالة الإنزيمات المسؤولة عن إنتاج مستضدات السكر التي تؤدي إلى فرط رفض الأعضاء لدى البشر. كان بينيت غير مؤهلٍ لعملية زرع قلبٍ بشريٍ أو مضخة قلب؛ بسبب ظروفه الصحية، حيث كان يُعاني من فشلٍ قلبي وعدم انتظامٍ في ضربات القلب. حصل بينيت على تصريح مستعجلٍ من إدارة الغذاء والدواء لإجراء الجراحة وفقًا لمعايير الاستخدام الرحيم في محاولةٍ أخيرةٍ لعلاج مرض القلب في مرحلته النهائية.
كانت هذه أول عملية زرعٍ لقلبٍ خنزيرٍ معدلٍ وراثيًا. كان قد أُجريَّ التعديل الجيني بواسطة "Revivicor"، حيث أُزيلت ثلاثة جيناتٍ مسؤولةٍ عن هجماتٍ من جهاز المناعة البشري، وأُضيفت ستة جينات بشرية لمساعدة الجسم على قبول العضو. صُمم التعديل العاشر لمنع القلب من الاستجابة لهرمونات النمو، بحيث يبقى قلب الخنزير بحجم قلب الإنسان بعد الزرع. خضع مريضٌ آخرٌ لعملية زرع كليةٍ خنزير معدلةٍ وراثيًا في عام 2021 م.

## الوفاة
توفي ديفيد بينيت الأب في المركز الطبي بجامعة ميريلاند بتاريخ 8 مارس/آذار 2022 م عن عمرٍ ناهز 57 عامًا. كان ديفيد يقضي بعض الوقت مع عائلته، حيث تدهورت حالته الصحية قبل أيامٍ من وفاته. قال الدكتور جريفيث إنه «محطمٌ» من خسارته.